# Metriocnemus costatus
Metriocnemus costatus är en tvåvingeart som beskrevs av James E. Sublette och Sasa 1994. Metriocnemus costatus ingår i släktet Metriocnemus och familjen fjädermyggor.
Artens utbredningsområde är Guatemala. Inga underarter finns listade i Catalogue of Life.